# Partido judicial de Sabadell
El Partido judicial de Sabadell es uno de los 49 partidos judiciales en los que se divide la comunidad autónoma de Cataluña, siendo el partido judicial n.º 13 de la provincia de Barcelona.
El ámbito territorial, que viene regulado por el Real Decreto 529/1983, de 9 de marzo, comprende las localidades de :
Castellar del Vallés, Gallifa, Palau-solità i Plegamans, Polinyá, Sabadell, San Lorenzo Savall, San Quirico de Tarrasa, Santa Perpetua de Moguda y Senmanat.